# Mörtgölen (Kättilstads socken, Östergötland, 644074-151006)
Mörtgölen är en sjö i Kinda kommun i Östergötland och ingår i Botorpsströmmens huvudavrinningsområde. Sjön har en area på 0,0654 kvadratkilometer och ligger 141,7 meter över havet. Sjön avvattnas av vattendraget Tynnsån.

## Delavrinningsområde
Mörtgölen ingår i det delavrinningsområde (643844-151117) som SMHI kallar för Utloppet av Tolången. Medelhöjden är 153 meter över havet och ytan är 12,84 kvadratkilometer. Det finns inga avrinningsområden uppströms utan avrinningsområdet är högsta punkten. Tynnsån som avvattnar avrinningsområdet har biflödesordning 2, vilket innebär att vattnet flödar genom totalt 2 vattendrag innan det når havet efter 72 kilometer. Avrinningsområdet består mestadels av skog (84 procent). Avrinningsområdet har 1,96 kvadratkilometer vattenytor vilket ger det en sjöprocent på 15,2 procent.